# Liga Nacional de Guatemala 1968-69
La Liga Nacional de Guatemala 1968/69 es el décimo séptimo torneo de Liga de fútbol de Guatemala. El campeón del torneo fue el Comunicaciones, consiguiendo su cuarto título de liga.

## Formato
El formato del torneo era de todos contra todos a tres vueltas, al ganar el partido se otorgaban 2 puntos, si era empate era un punto, por perder el partido no se otorgaban puntos. En caso de empate por puntos se realizaría una serie extra de dos partidos a visita recíproca para determinar quien era el campeón. el equipo que ocupara el último lugar del torneo descendería a la categoría inferior inmediata.

## Equipos participantes
| Club                | Ciudad                                        | Departamento   |
| ------------------- | --------------------------------------------- | -------------- |
| Aurora FC           | Ciudad de Guatemala                           | Guatemala      |
| Comunicaciones      | Ciudad de Guatemala                           | Guatemala      |
| RGM Escuintla       | Escuintla                                     | Escuintla      |
| Municipal           | Ciudad de Guatemala                           | Guatemala      |
| Palo Gordo          | Ingenio Palo Gordo, San Antonio Suchitepéquez | Suchitepéquez  |
| Pepsi Cola          | Ciudad de Guatemala                           | Guatemala      |
| Suchitepéquez       | Mazatenango                                   | Suchitepéquez  |
| Tipografía Nacional | Ciudad de Guatemala                           | Guatemala      |
| Universidad         | Ciudad de Guatemala                           | Guatemala      |
| Xelajú MC           | Quetzaltenango                                | Quetzaltenango |

### Equipos por Departamento
| Departamento   | N.º | Equipos                                                                          |
| -------------- | --- | -------------------------------------------------------------------------------- |
| Escuintla      | 1   | RGM Escuintla                                                                    |
| Guatemala      | 6   | Aurora, Comunicaciones, Municipal, Pepsi Cola, Tipografía Nacional, Universidad. |
| Quetzaltenango | 1   | Xelajú MC.                                                                       |
| Suchitepéquez  | 2   | Palo Gordo, Suchitepéquez                                                        |

## Posiciones
|  | Pos. | Equipos                   | PJ | PG | PE | PP | GF | GC | Dif. | PTS | Clasificación                         |
|  | ---- | ------------------------- | -- | -- | -- | -- | -- | -- | ---- | --- | ------------------------------------- |
|  | 1º   | Comunicaciones            | 27 | 19 | 7  | 1  | 74 | 24 | +50  | 45  | Copa de Campeones de la Concacaf 1969 |
|  | 2º   | Aurora                    | 27 | 19 | 6  | 2  | 52 | 17 | +35  | 44  |                                       |
|  | 3º   | Municipal                 | 27 | 12 | 7  | 8  | 50 | 25 | +25  | 31  |                                       |
|  | 4º   | Pepsi Cola                | 27 | 11 | 8  | 8  | 37 | 41 | -4   | 30  |                                       |
|  | 5º   | Tipografía Nacional       | 27 | 10 | 8  | 9  | 37 | 43 | -6   | 28  |                                       |
|  | 6º   | Suchitepéquez             | 27 | 9  | 5  | 13 | 43 | 43 | 0    | 23  |                                       |
|  | 7º   | Universidad de San Carlos | 27 | 7  | 8  | 12 | 32 | 40 | -8   | 22  |                                       |
|  | 8º   | Xelajú MC                 | 27 | 6  | 8  | 13 | 29 | 53 | -24  | 20  |                                       |
|  | 9°   | RGM Escuintla             | 27 | 6  | 6  | 15 | 24 | 49 | -25  | 18  |                                       |
|  | 10º  | Palo Gordo                | 27 | 1  | 7  | 19 | 28 | 71 | -43  | 9   | Descendido                            |
|  |      |                           |    |    |    |    |    |    |      |     |                                       |

## Campeón
| Campeón Temporada 1968-69 |
| Comunicaciones 4º Título  |
| ------------------------- |